# Ephedra glauca
Ephedra glauca är en kärlväxtart som beskrevs av Eduard August von Regel. Ephedra glauca ingår i släktet efedraväxter, och familjen Ephedraceae. Inga underarter finns listade i Catalogue of Life.